# Hyndland
Hyndland ist ein gehobenes Wohngebiet im West End der Stadt Glasgow, Schottland.

## Geographie
Hyndland liegt im Westen von Glasgow, neben den Wohngebieten Broomhill, Dowanhill, Kelvinside und Partickhill, und gehört zum sogenannten West End der Stadt, einem beliebten Gebiet mit überdurchschnittlichen hohen Immobilienpreisen. Es wohnen dort vorwiegend Angehörige der gehobenen Mittelschicht.

## Politik
Bis 2008 war Hyndland ein Ward der Unitary Authority City of Glasgow, das ein Mitglied zum Stadtrat wählte. 2008 aber wurde Hyndland ins neue Ward Hillhead eingemeindet, das vier Mitglieder zum Rat wählt.

## Persönlichkeiten
- David Calder (* 1946), Schauspieler
- Robert Carlyle (* 1961), Schauspieler
- Roddy Woomble (* 1976), Leadsänger der Rockband Idlewild